# Croatie aux Jeux olympiques d'été de 2000
La Croatie participe aux Jeux olympiques d'été de 2000 à Sydney. Sa délégation est composée de 88 athlètes répartis dans 12 sports et son porte-drapeau est le pongiste Zoran Primorac. Au terme des Olympiades, la nation se classe 48e avec un titre de champion olympique acquis en haltérophilie et une médaille de bronze.

## Nombre d'athlètes qualifiés par sport
Voici la liste des qualifiés et sélectionnés Croates par sport (remplaçants compris) :
| Sport       | Hommes | Femmes | Total |
| ----------- | ------ | ------ | ----- |
| Athlétisme  | 13     | 3      | 16    |
| Aviron      | 13     | 0      | 13    |
| Canoë-kayak | 4      | 0      | 4     |

## Liste des médaillés croates

### Médailles d'or
| Sport              | Discipline         | Sportifs        | Performance |
| Médailles d'or : 1 |                    |                 |             |
| Haltérophilie      | Moins de 62 kg (H) | Nikolaj Pešalov |             |

### Médailles d'argent
Aucun athlète croate ne remporte de médaille d'argent durant ces JO.

### Médailles de bronze
| Sport                   | Discipline  | Sportifs | Performance |
| Médailles de bronze : 1 |             | |             |
| Aviron                  | Huit hommes | Igor Frantecic Tihomir Frankovic Tomislav Smoljanovic Niksa Skelin Sinisa Skelin Kresimir Culjak Igor Boraska Branimir Vujevic Silvijo Petrisko |             |

## Athlétisme

### Hommes
| Athlète                                                       | Épreuve          | Séries        | Séries | Quarts de finale | Quarts de finale | Demi-finales | Demi-finales | Finale  | Finale  |
| Athlète                                                       | Épreuve          | Temps         | Rang   | Temps            | Rang             | Temps        | Rang         | Temps   | Rang    |
| ------------------------------------------------------------- | ---------------- | ------------- | ------ | ---------------- | ---------------- | ------------ | ------------ | ------- | ------- |
| Dejan Vojnović                                                | 100 m            | 10 s 50       | 6e     | Eliminé          | Eliminé          | Eliminé      | Eliminé      | Eliminé | Eliminé |
| Branko Zorko                                                  | 1 500 m          | 3 min 46 s 16 | 12e    | Eliminé          | Eliminé          | Eliminé      | Eliminé      | Eliminé | Eliminé |
| Darko Juricic                                                 | 400 m haies      | 52 s 39       | 6e     | Eliminé          | Eliminé          | Eliminé      | Eliminé      | Eliminé | Eliminé |
| Slaven Krajacic Dejan Vojnović Siniša Ergotić Tihomir Buinjac | Relais 4 × 100 m | 39 s 87       | 6e     | Eliminé          | Eliminé          | Eliminé      | Eliminé      | Eliminé | Eliminé |
| Elvis Persic Nino Habun Franko Bakaric Darko Juricic          | Relais 4 × 400 m | DSQ           | /      | Eliminé          | Eliminé          | Eliminé      | Eliminé      | Eliminé | Eliminé |

| Athlète            | Épreuve           | Qualification | Qualification | Finale      | Finale  |
| Athlète            | Épreuve           | Performance   | Rang          | Performance | Rang    |
| ------------------ | ----------------- | ------------- | ------------- | ----------- | ------- |
| Siniša Ergotić     | Saut en longueur  | 7,53 m        | 36e           | Eliminé     | Eliminé |
| Stevimir Ercegovac | Lancer du poids   | 18,98 m       | 24e           | Eliminé     | Eliminé |
| Dragan Mustapic    | Lancer du disque  | 58,10 m       | 34e           | Eliminé     | Eliminé |
| Andras Haklic      | Lancer du marteau | 72,66 m       | 29e           | Eliminé     | Eliminé |

### Femmes
| Athlète         | Épreuve | Séries  | Séries | Quarts de finale | Quarts de finale | Demi-finales | Demi-finales | Finale  | Finale  |
| Athlète         | Épreuve | Temps   | Rang   | Temps            | Rang             | Temps        | Rang         | Temps   | Rang    |
| --------------- | ------- | ------- | ------ | ---------------- | ---------------- | ------------ | ------------ | ------- | ------- |
| Kristina Perica | 400 m   | 53 s 72 | 6e     | Eliminé          | Eliminé          | Eliminé      | Eliminé      | Eliminé | Eliminé |

| Athlète         | Épreuve           | Qualification | Qualification | Finale      | Finale  |
| Athlète         | Épreuve           | Performance   | Rang          | Performance | Rang    |
| --------------- | ----------------- | ------------- | ------------- | ----------- | ------- |
| Blanka Vlašić   | Saut en hauteur   | 1,92 m        | 17e           | Eliminé     | Eliminé |
| Ivana Brkljačić | Lancer du marteau | 65,01 m       | 5e            | 63,20 m     | 11e     |

## Aviron

### Hommes
| Athlète(s) | Compétition       | Série         | Série | Repêchage     | Repêchage   | Demi-finale   | Demi-finale | Finale                 | Finale             |
| Athlète(s) | Compétition       | Temps         | Rang  | Temps         | Rang        | Temps         | Rang        | Temps                  | Rang               |
| --- | ----------------- | ------------- | ----- | ------------- | ----------- | ------------- | ----------- | ---------------------- | ------------------ |
| Ivan Jukic Tihomir Jarnjevic | Deux de couple    | 6 min 39 s 69 | 5e    | 6 min 43 s 60 | 4e          | Non disputé   | Non disputé | Finale C 6 min 31 s 78 | 2e                 |
| Oliver Martinov Ninoslav Saraga | Deux sans barreur | 6 min 52 s 57 | 3e    | Non disputé   | Non disputé | 6 min 46 s 00 | 6e          | Finale B 6 min 35 s 18 | 2e                 |
| Igor Francetić Tihomir Franković Tomislav Smoljanović Nikša Skelin Siniša Skelin Krešimir Čuljak Igor Boraska Branimir Vujević Silvijo Petriško | Huit              | 5 min 33 s 33 | 1er   | Non disputé   | Non disputé | Non disputé   | Non disputé | 5 min 34 s 85          | Médaille de bronze |

## Canoe-Kayak

### Slalom

#### Hommes
| Athlète       | Compétition | Éliminatoires | Éliminatoires | Finale | Finale |
| Athlète       | Compétition | Temps         | Rang          | Temps  | Rang   |
| ------------- | ----------- | ------------- | ------------- | ------ | ------ |
| Andrej Glucks | K1          | 263.66        | 15e           | 230.22 | 11e    |
| Danko Herceg  | C1          | 275.82        | 11e           | 248.77 | 10e    |

### Course en ligne

#### Hommes
| Athlète                     | Compétition | Éliminatoires  | Éliminatoires | Demi-finales   | Demi-finales | Finale A | Finale A |
| Athlète                     | Compétition | Temps          | Rang          | Temps          | Rang         | Temps    | Rang     |
| --------------------------- | ----------- | -------------- | ------------- | -------------- | ------------ | -------- | -------- |
| Nikica Ljubek               | C1 1000m    | 4 min 10 s 954 | 9e            | Eliminé        | Eliminé      | Eliminé  | Eliminé  |
| Nikica Ljubek Drazen Funtak | C2 500m     | 1 min 45 s 567 | 6e            | 1 min 46 s 955 | 6e           | Eliminé  | Eliminé  |